# Can Codina (Girona)
Can Codina és un edifici del municipi de Girona que forma part de l'Inventari del Patrimoni Arquitectònic de Catalunya.

## Descripció
És un edifici de planta baixa i 2 pisos, en procés d'acabar-se. Amb estructura d'un edifici del segle xix, de façana composta amb obertures agrupades i verticalment disposades, amb la porta descentrada s'ha creat l'edificació actual, molt modificada (només es conserva part de l'estructura, bigues metàl·liques i revoltons, parts del coronament antic i algunes obertures (finestres del segon pis). Actualment la façana se'ns presenta molt triturada, amb una unificació de grans obertures a nivell de planta baixa i del primer pis (pel costat dret serà l'accés dels vehicles, sota arc rebaixat i clos amb frontó triangular) i de finestres dobles (antigues) a nivell de segon pis. La part massissa és interrompuda per una gran vidriera de ferro que marca l'accés a la botiga i que trenca la motllura del remat i unificadora. Façana estucada al segon pis i de pedra aplacada amb tires (betes) a zona sòcol.

## Història
Havia estat l'Escola de Belles Arts de la ciutat, abandonada posteriorment, fou adquirida per l'actual propietari que l'està convertint en una fàbrica i venda de pell, amb habitatge particular al segon pis.